# فینگر (تنسی)
فینگر(به انگلیسی: Finger) شهری در ایالت تنسی کشور ایالات متحده آمریکا است که جمعیت آن در سرشماری سال ۲۰۱۰ میلادی، ۲۹۸ نفر بوده‌است.